# Vincenc Furch
Vincenc Furch (8. srpna 1817, Krasonice – 5. ledna 1864, Vídeň) byl moravský básník, dramatik a vlastenec.

## Život
Vincenc Furch se narodil 8. srpna 1817 v Krasonicích, kde byl jeho otec správcem želetavského panství a zámku, patřícím telčským hrabatům Podstatským-Liechtensteinům. Rodina se brzy přestěhovala do Telče. Školní docházku začal v Telči, pak následovalo gymnázium v Jihlavě a filozofie v Brně. To už byl pod vlivem přátel jako byli Václav Bolemír Nebeský, František Matouš Klácel a další přesvědčení vlastenci, kterým zůstal věrný i po svém odchodu do Vídně. V tom jej podporoval kolega ze studií práv v Olomouci Alois Vojtěch Šembera, který byl ve Vídni učitelem češtiny. Své verše psal v češtině a v té vyšly i jeho básnické sbírky.

## Tvorba
Furch debutoval vlasteneckou básní Vpád Mongolů na Moravu. Následovala sbírka básní Plané růže a báseň k poctě J. Palkoviče. V duchu romantismu F. L. Čelakovského je i sbírka Písně a rozličné básně z roku 1843. Věnoval se i dramatické tvorbě, napsal například Poslední boj baltických Slovanů, či Slavibor na Štramberce.
Složil také moravskou sloku k národní hymně, za kterou byl pronásledován policií. V roce 1848 utíkal z Vídně do Veselíčka u Přerova. V této době také prožíval nešťastnou lásku. Změny jeho nálad jsou patrné i ze sbírky Malby sépiové.

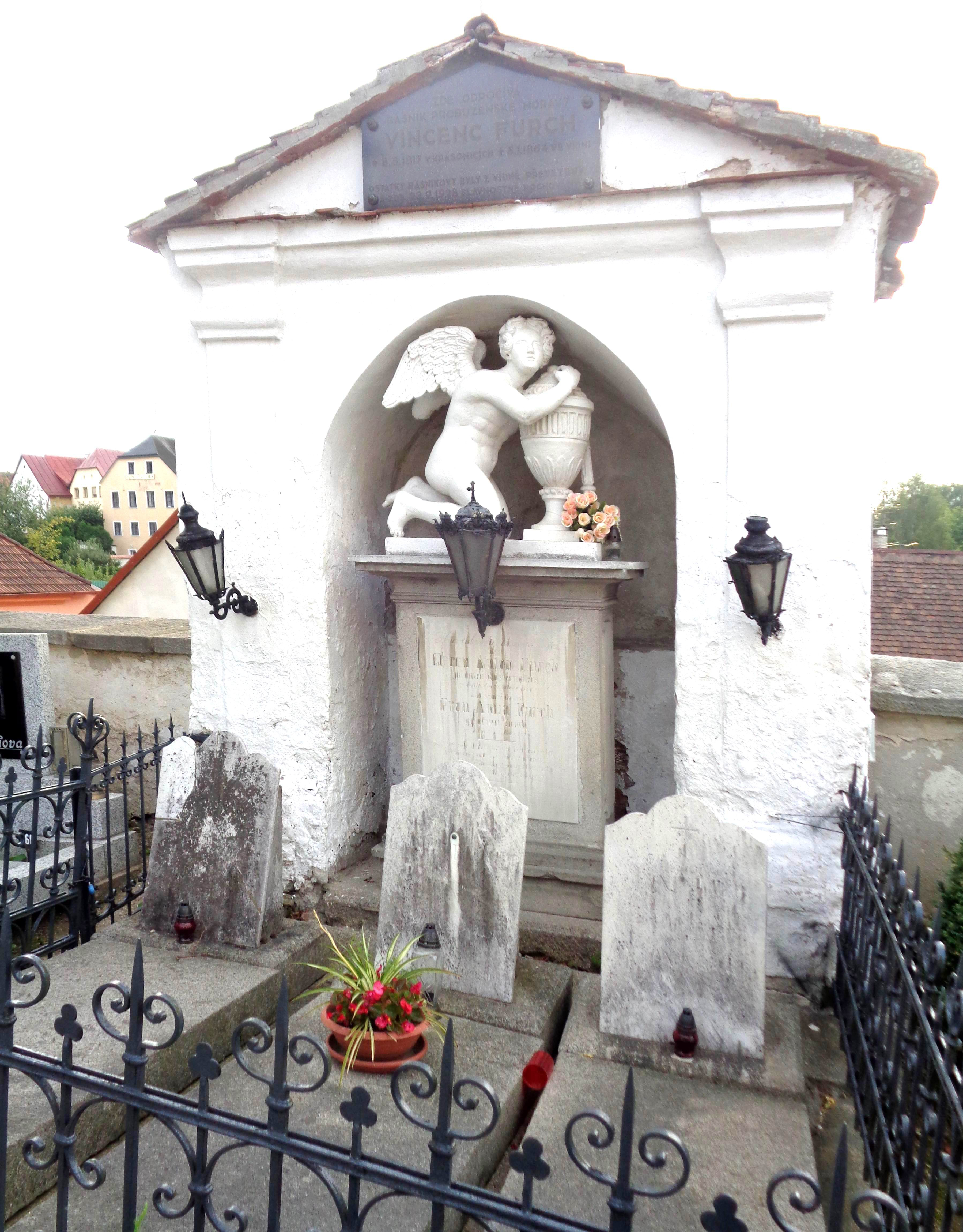
Hrob Vincence Furcha (Telč)

Jako spoluautor se účastnil s Václavem Hankou, Karlem Jaromírem Erbenem, Boženou Němcovou a dalšími akce českého Muzea, náročného a skvostně vypraveného almanachu Perly české z rok 1854, který byl věnován: „Slavném pobytu Jeho Jasnosti cís. král, veličenstva v Praze.“
Nejvíce byly následovníky hodnoceny jeho milostné básně, které jejich editor A. Bartušek a s ním také František Halas a František Hrubín ve shodě označovali jako „nejkrásnější milostné básně na prahu novodobé české poezie“. Výběr z jeho milostné poezie vyšel v Brně naposledy v roce 1974. V roce 2006 vyšly Sépiové malby.

## Hrob Vincence Furcha
Vincenc Furch zemřel ve Vídni 5. ledna 1864, kde byl pohřben na hřbitově sv. Marka nedaleko hrobu Jána Kollára. V roce 1928 byly jeho ostatky přeneseny z Vídně a slavnostně uloženy do rodinného hrobu v Telči. Hrob byl označen deskou ve štítu náhrobku.

## Díla
- Plané růže – sbírka básní
- Písně – sbírka básní
- Sépiové malby – sbírka básní
- Plná luna – výbor básní
- Poslední boje Baltických Slovanů – dramatická báseň v pěti jednáních